# François Mével
François Mével (Sochaux, 21 januari 1982) is een Frans voetballer die anno 2006 onder contract staat bij Go Ahead Eagles.
Mével speelde voor FC Sochaux voor hij in 2005 in Nederland bij Go Ahead Eagles een contract voor één jaar. In zijn eerste seizoen speelde hij 15 wedstrijden voor Go Ahead Eagles en de verdediger maakte geen doelpunten.